# Malcolm Lowry
Malcolm Lowry (ur. 28 lipca 1909 w Cheshire, zm. 26 czerwca 1957 w Ripe) – brytyjski powieściopisarz i poeta, posiadający także obywatelstwo kanadyjskie.

## Życiorys
Lowry uczył się w prywatnej szkole w Cambridge, jednak jako bardzo młody chłopak (w 1926) zaciągnął się na statek i przez kilka lat pływał po morzach Dalekiego Wschodu. Po powrocie do Anglii ukończył w 1932 studia w St Catharine’s College na Uniwersytecie Cambridge i ponownie zaczął podróżować po świecie (Hiszpania, Francja, Stany Zjednoczone). W 1936 przybył do Meksyku, a w latach 1939–1954 mieszkał w Kolumbii Brytyjskiej.
Lowry należy do tego gatunku pisarzy, dla których materiał twórczy stanowi przede wszystkim ich własne życie. Jego utwory są mocno autobiograficzne, momentami ocierają się o ekshibicjonizm. Ultramarynę pisarz oparł na wspomnieniach z Dalekiego Wschodu, Pod wulkanem rozgrywa się w meksykańskim mieście Cuernavaca, a Prom na Gabriolę jest zapisem kanadyjskich przeżyć autora i jego żony.
Anglik uchodzi za autora tylko jednej udanej książki – chodzi o Pod wulkanem, powieść opublikowaną w 1947. Lowry zaczął pisać ją już w Meksyku, ukończył w Kanadzie. Jej główny bohater, Konsul (będący alter ego autora) – były dyplomata brytyjski – zapija się w meksykańskim upale. Mimo egzotycznego tła jest to dzieło na wskroś europejskie i oddaje lęki końca lat trzydziestych – w Hiszpanii właśnie dogorywa wojna domowa. Z racji podejmowanej tematyki Pod wulkanem należy do kanonu literatury XX wieku.
Pod wulkanem zostało sfilmowane w 1984 przez amerykańskiego reżysera Johna Hustona. Teatralnej adaptacji powieści dokonał Jerzy Grzegorzewski w przedstawieniu Powolne ciemnienie malowideł (1985), zrealizowanym w Teatrze Studio w Warszawie.

## Twórczość
- Ultramaryna (Ultramarine 1933)
- Pod wulkanem (Under the Volcano 1947)
- Usłysz nas, Panie, z niebios, miejsca Twego (Hear Us O Lord from Heaven Thy Dwelling Place 1961, wydanie pośmiertne)
- Selected Poems of Malcolm Lowry (1962)
- Lunar Caustic (1968, wydanie pośmiertne)
- Dark as the Grave wherein my Friend is Laid (1968, wydanie pośmiertne)
- Prom na Gabriolę (October Ferry to Gabriola 1970, wydanie pośmiertne)